# 圣马梅斯球场 (2013年)
圣马梅斯球场 (也被稱為 "'Nuevo San Mamés"')是西班牙巴斯克自治區畢爾包全座位足球體育場。2013年9月16日啟用，取代「舊的」圣马梅斯球场作為畢爾包競技的主場。

## 歷史
規劃的第一階段早在2004年，2006年3月簽訂初期合同，2006年3月獲得批准後簽署。
2010年5月26日12：00在舊圣马梅斯球场舉行動工儀式。出席的人有：來自巴斯克自治區的Lehendakari 以及 Patxi López；比斯開省的Deputy-General , José Luis Bilbao； 畢爾包(Bilbao)的市長，Iñaki Azkuna；Bilbao Bizkaia Kutxa 銀行主席，Mario Fernández；西班牙皇家足球協會會長： 安祖·馬利亞·韋拿 和主席， Fernando García Macua.
儘管國家當時經歷經濟危機，尤其是巴斯克，€2.11億歐元體育場的總成本的52.6％是由公共機構支付 - 一些由巴斯克政府，一些在畢爾巴鄂市議會以及一些由比斯開省議會。
新體育場建在前聖馬梅斯旁邊的土地上，原址是使用至2003年的畢爾巴鄂國際貿易博覽會會場。最初，新球場在完成四分之三工程後開始使用，其餘未完成部分在舊的場館被拆除以便騰出空間後才完成。
在2013年9月16日，聖馬梅斯體育場舉行啟用典禮。首屆比賽是於晚間十點開始的西班牙足球甲级联赛，由地主隊畢爾包競技迎戰塞爾塔 。最終地主隊以三比二勝出。
在2014年9月19日，聖馬梅斯體育場被選為2020年歐洲足球錦標賽十三個比賽會場之一。將會有三個小組階段比賽以及一場16強比賽舉辦於此。
在2015年11月5日，在新加坡舉辦的世界建築節(World Architecture Festival)頒發年度運動建築獎給聖馬梅斯體育場倍 。

## 演唱會
| 圣马梅斯体育场音樂活動 | 圣马梅斯体育场音樂活動 | 圣马梅斯体育场音樂活動       | 圣马梅斯体育场音樂活動 |
| 日期                   | 演唱者                 | 行程                         | 觀眾人數               |
| ---------------------- | ---------------------- | ---------------------------- | ---------------------- |
| 2017年5月30日          | 枪与玫瑰               | Not in This Lifetime... Tour |                        |

## 註解
1. ↑  Athletic Club, Basque Government（英语：Basque Government）, Biscay Provincial Council and BBK Bank（英语：Bilbao Bizkaia Kutxa）.
2. ↑   (PDF).   [2017-01-12]. （原始内容存档 (PDF)于2014-09-15）.
3. ↑   (PDF). UEFA.org. 26 August 2014  [2017-01-12]. （原始内容存档 (PDF)于2016-03-05）.
4. ↑  Sinnott, John. . BBC Sport. 11 May 2011  [10 April 2016]. （原始内容存档于2016-06-05）.
5. ↑  .   [2017-01-12]. （原始内容存档于2017-09-19）.
6. ↑  . Marca. 11 November 2015  [10 April 2016]. （原始内容存档于2015-11-06）.

## 外部連結
- San Mames Barria Society official website
- San Mames Stadium IDOM website
- New San Mamés Stadium Unofficial Site
- Images of New San Mames
- Estadios de España（页面存档备份，存于） （英文）